# Attilio Bertolucci
Pour les articles homonymes, voir Bertolucci.
Attilio Bertolucci (né le 18 novembre 1911 à San Lazzaro, frazione de Parme et mort le 14 juin 2000 à Rome) est un universitaire et un poète italien, reconnu comme un intellectuel disponible, qui fut aussi traducteur, critique, scénariste, documentariste.
La poésie d'Attilio Bertolucci est simple et complexe à sa manière. Sa vocation pour la description et le récit l'a naturellement amené à éviter le lyrisme intense de la poésie pure et hermétique et à se tourner plutôt vers un langage poétique intelligible et un récit en vers. La production, qui débute en 1929, comprend des recueils poétiques, un roman familial en vers, en prose, des traductions d'auteurs anglais et français comme William Wordsworth et Charles Baudelaire.

## Biographie
Né près de Parme en 1911, Attilio Bertolucci a grandi et étudié dans cette ville - à l'université de Parme - ainsi qu'à l'université de Bologne, ville où il enseigna jusque dans les années 1950 avant d'aller s'installer à Rome. Considéré comme l'un des grands poètes italiens du Novecento (XXe siècle), Attilio Bertolucci a également travaillé pour la radio, la télévision et la presse écrite comme pour le journal La Repubblica.
Avec Giorgio Caproni, Vittorio Sereni, Mario Luzi et Piero Bigongiari, Attilio Bertolucci appartient à ce que l'on a appelé la « troisième génération » poétique italienne, qui regroupe des écrivains nés dans les années qui précèdent immédiatement la Première Guerre mondiale.
Attilio Bertolucci meurt à Rome le 14 juin 2000 à l'âge de 88 ans. Il est le père des cinéastes Bernardo Bertolucci et Giuseppe Bertolucci

## Récompenses et distinctions
- Docteur honoris causa ès lettres de l'université de Parme (15 novembre 1984)[1]

### Décorations
- Chevalier grand-croix de l'ordre du Mérite de la République italienne (2 mai 1996)

## Principales œuvres poétiques
- Fuochi in novembre (1934)
- Lettera da casa (1951)
- In un tempo incerto (1955)
- Viaggio d'inverno (1971)
- Verso le sorgenti del Cinghio (1993)
- La Camera da letto I et II, romans en vers écrits en 1984 (I) et 1988 (II)